# Королівська битва (2020)
Королівська битва (2020) (англ. Royal Rumble (2020)) — це щорічне pay-per-view-шоу, яке проводить федерація реслінгу WWE. Шоу відбулося 26 січня 2020 року на арені Minute Maid Park у місті Х'юстон, штат Техас, США. Це тридцять третє шоу в історії «Королівської битви».